# سامرویل (دهانه)
سامرویل یک دهانه برخوردی در ماه‌ است.